# 2010年バンクーバーオリンピックのロシア選手団
2010年バンクーバーオリンピックのロシア選手団（2010ねんバンクーバーオリンピックのロシアせんしゅだん）は、2010年2月12日から2月28日までカナダのブリティッシュコロンビア州バンクーバー市で開催された2010年バンクーバーオリンピックのロシア選手団、およびその競技結果。

## 概要
今大会は、金メダル3個、銀メダル5個、銅メダル7個の合計15個のメダルであった。金メダルの3個という数字はソビエト連邦時代、EUN時代を通じて過去最低の数で、合計15個のメダルもソルトークシティオリンピックの13個に次ぐ少なさだった。

## メダル
| メダル | 選手名                                                                                            | 競技                   | 種目               |
| ------ | ------------------------------------------------------------------------------------------------- | ---------------------- | ------------------ |
| 金     | ニキータ・クリュコフ                                                                              | クロスカントリースキー | 男子スプリント     |
| 金     | エフゲニー・ウストイウゴフ                                                                        | バイアスロン           | 男子マススタート   |
| 金     | スベトラーナ・スレプツォワ アンナ・ボガリ・ティトベッツ オリガ・メドベドツェワ オリガ・ザイツェワ | バイアスロン           | 女子4×6kmリレー    |
| 銀     | アレクサンドル・パンジンスキー                                                                    | クロスカントリースキー | 男子スプリント     |
| 銀     | エフゲニー・プルシェンコ                                                                          | フィギュアスケート     | 男子シングル       |
| 銀     | オリガ・ザイツェワ                                                                                | バイアスロン           | 女子マススタート   |
| 銀     | イワン・スコブレフ                                                                                | スピードスケート       | 男子1000m          |
| 銀     | エカテリーナ・イリュヒナ                                                                          | スノーボード           | 女子パラレル大回転 |
| 銅     | イワン・スコブレフ                                                                                | スピードスケート       | 男子5000m          |
| 銅     | アレクサンドル・トレチャコフ                                                                      | スケルトン             | 男子               |
| 銅     | アレクサンドル・ズブコフ アレクセイ・ヴォエヴォダ                                                 | ボブスレー             | 男子2人乗り        |
| 銅     | ニコライ・モリロフ アレクセイ・ペチュホフ                                                         | クロスカントリースキー | 男子団体スプリント |
| 銅     | イリーナ・カゾワ ナタリア・コロステロワ                                                           | クロスカントリースキー | 女子団体スプリント |
| 銅     | オクサナ・ドムニナ マキシム・シャバリン                                                           | フィギュアスケート     | アイスダンス       |
| 銅     | イワン・チェレゾフ アントン・シプリン マキシム・チョウドフ エフゲニー・ウストイウゴフ             | バイアスロン           | 男子4×7.5kmリレー  |